# 의성사촌리류한식 고택
의성사촌리류한식 고택은 대한민국 경상북도 의성군 점곡면 사촌리 244에 있다. 2014년 5월 28일 의성군의 문화유산 제29호로 지정되었다.

## 개요
안채 대청 종도리하에 '을해삼월십이일신시상량(乙亥三月十二日申時上樑)'이란 상량 묵서명이 확인됨에 따라 1935년에 건립된 근대 한옥임을 알 수 있다